# Коренево (Омская область)
Коренево — село в Тарском районе Омской области. Входит в состав Заливинского сельского поселения.

## История
В 1928 г. деревня Корнева состояла из 54 хозяйств, основное население — русские. Центр Корневского сельсовета Евгащинского района Тарского округа Сибирского края.

## Население
| 1926 | 2002 | 2010 |
| ---- | ---- | ---- |
| 266  | ↗281 | ↘258 |